# Johann Carl Reimsfeld

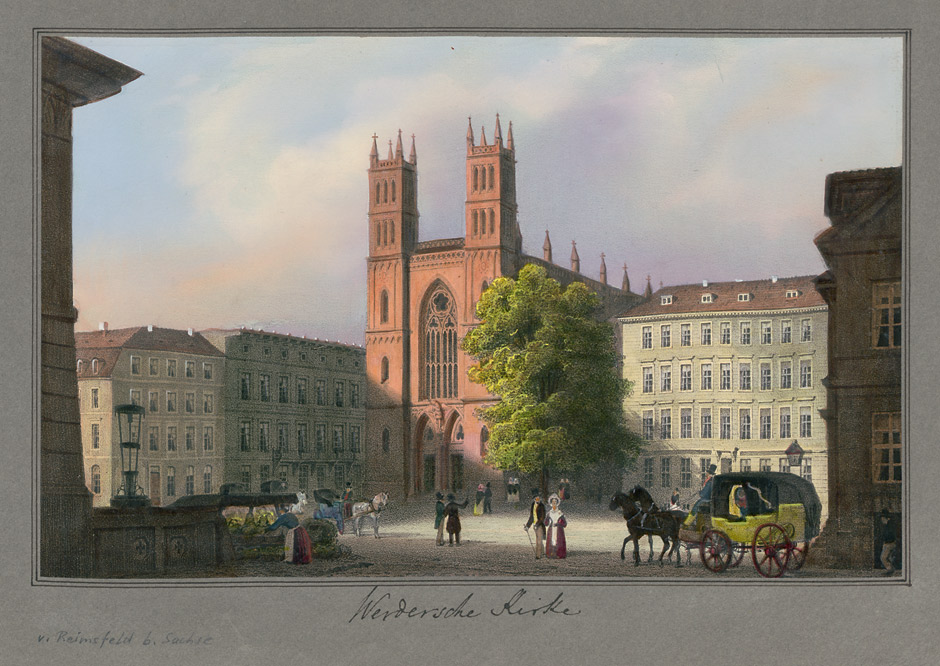
Werdersche Kirche in Berlin, Farblithografie von J. C. Reimsfeld

Johann Carl Reimsfeld (* 13. Dezember 1808 in Danzig; † 8. Oktober 1882 in Berlin) war ein deutscher Maler, Lithograf, Architekt und Eisenbahningenieur.

## Leben
Johann Carl Reimsfeld absolvierte ein Studium an der Bauakademie in Berlin. Um 1838 ließ er sich als Maler und Architekt dort nieder und heiratete Antonie Böttge (1815–1848). Später heiratete er Emma Langenbach (1826–1904). Ab 1842 arbeitete er als Baukondukteur und ab 1845 als Ingenieur bei der Berlin-Hamburger Eisenbahn, ab 1850 als Telegraphen-Inspector. Diese Tätigkeit übte er bis zu seinem Tode aus. Um 1845 veröffentlichte er Lithografien mit Berliner Ansichten und 1857 entstanden Lithografien, die zusammen mit Arbeiten von Ferdinand Schwarz, mit dem er auf der Bauakademie studiert hatte, als Serie bei L. Sachs & Co. erschienen.